# Poprusewci
Poprusewci (bułg. Попрусевци) – wieś w Bułgarii, w obwodzie Wielkie Tyrnowo, w gminie Elena. W 2024 roku liczyła 12 mieszkańców.